# Norman Borlaug
Norman Ernest Borlaug (Cresco, Iowa, Estados Unidos, 25 de marzo de 1914-Dallas, Texas, Estados Unidos, 12 de septiembre de 2009), citado como Norman Burlaug, fue un agrónomo, genetista, fitopatólogo, humanista estadounidense, considerado por muchos el padre de la agricultura moderna y de la revolución verde, ha sido llamado "el hombre que salvó mil millones de vidas". Sus esfuerzos en los años 1960 para introducir las semillas híbridas a la producción agrícola en México, Pakistán e India provocaron un incremento notable de la productividad agrícola, y algunos lo consideran responsable de haber salvado más de 1000 millones de vidas humanas.
Premio Nobel de la Paz en 1970, también se le concedió el Padma Vibhushan, el segundo mayor honor civil de la India.

## Biografía
Borlaug era bisnieto de noruegos emigrantes a Estados Unidos. Ole Olson Dybevig y Solveig Thomasdotter Rinde, de Leikanger, Noruega, emigraron a Dane, Wisconsin, en 1854. Dos de sus hijos: Ole Olson Borlaug y Nels Olson Borlaug (abuelo de Norman), se establecieron en la "Immanuel Norwegian Evangelical Lutheran Congregation" en la pequeña comunidad noruega de Saude, cerca de Cresco, Iowa, en 1889.
Él era el mayor de cuatro hijos; sus tres hermanas más jóvenes eran Palma Lillian (Behrens; 1916–2004), Charlotte (Culbert; 1919-2012) y Helen (1921–1921) — de pequeños agricultores: Henry Oliver (1889–1971) y Clara Vaala (1888–1972) en la granja de sus abuelos en Saude en 1914. Desde los siete a los nueve años, trabaja en las 43 ha en la granja familiar al oeste de Protivin, Iowa, pescando, cazando, y cultivando maíz, avena, pasto timote, cuidando el ganado, cerdos y pollos. Cursó estudios primarios y secundarios en su pueblo. Hoy, esa escuela primaria, construida en 1865, es gerenciada por la "Norman Borlaug Heritage Foundation" como parte del "Proyecto Legado Borlaug". Luego ingresó en la Universidad de Minnesota, durante la Gran Depresión. Allí costeó su educación desempeñando diversos trabajos. Obtuvo su diplomatura en ciencias forestales en 1937. Continuó sus estudios en Minnesota y en 1941 obtuvo su licenciatura y en 1942 su doctorado, ambos en fitopatología y además en genética, bajo la dirección de  E. C. Stackman, uno de los creadores del programa cooperativo entre la Secretaría de Agricultura mexicana y la Fundación Rockefeller (la antigua Oficina de Asuntos Especiales).
En 1944 fue a trabajar a México como fitopatólogo asociado a dicho programa. Luego en 1945, se traslada al estado mexicano de Sonora y específicamente al Valle del Yaqui, en donde estudió trigos, royas y prácticas agronómicas.
En los primeros años del programa, Borlaug y sus compañeros de trabajo, José Rodríguez V., Benjamín Ortega C., Leonel Robles, Roberto Osoyo Alcalá, Raúl Mercado, Alfredo Campos, Ignacio Narváez y Horacio Tedi Hernández Hernández, entre otros, enfocaron sus esfuerzos en controlar las royas que de tarde en tarde destruían los trigales mexicanos. Las primeras variedades resistentes a las royas -Kentana, Yaqui, Mayo (planta)- se lanzaron en 1948. A la vez se experimentaron y difundieron nuevas prácticas agronómicas.
Después de que México alcanzara la autosuficiencia en trigo, en 1956, el grupo de científicos que participó con él en Sonora obtuvo un logro de enorme trascendencia: el desarrollo de variedades enanas de trigo, de alto rendimiento, amplia adaptación, resistentes a enfermedades y con alta calidad industrial, sembradas por primera vez en 1962. Con estas variedades, México incrementó notablemente su producción. En poco tiempo, muchos países como India, Pakistán, Turquía, Túnez, España, Argentina y China, se beneficiaron de las nuevas variedades y de la tecnología desarrollada en México. Sin embargo, para algunos críticos, el avance de estas tecnologías ha provocado graves desequilibrios ambientales. Hoy se calcula que los hambrientos son más de 1000 millones, que aunque es una cifra jamás alcanzada en el pasado, en porcentaje respecto a la población total del planeta es la menor proporción desde que se conoce la historia escrita; incluso es inferior al número de seres humanos con sobrepeso/obesidad (1200 millones). Se le puede considerar responsable de que haya tantos seres humanos con acceso suficiente a alimentos como nunca en la historia, y como reconocimiento de su obra le fue concedido el Premio Nobel de la Paz, así como las distinciones más altas que a un civil se le puede dar en los EE. UU. Incluso ganó el reconocimiento más alto que la India le otorga a civiles que no son ciudadanos de esa nación y eso sin contar innumerables premios, medallas y honores más en todo el mundo.
En reconocimiento a su gran contribución en el campo de la agricultura, una importante avenida de Ciudad Obregón, en el estado Mexicano de Sonora, lleva su nombre. Su estatua  comparte sala con otros prohombres  en el Capitolio de los Estados Unidos. 
En 1981, Borlaug fue miembro fundador del Consejo Cultural Mundial.

## Norman Borlaug en Argentina
Norman Borlaug mantuvo un fluido contacto con Argentina a partir de 1962. Ese año, el INTA establece un convenio por el cual Borlaug participa en la reorganización del Programa de Mejoramiento de Trigo llegando a convertirse en el primer programa de mejoramiento genético de INTA a nivel nacional. Este programa incluyó todos los factores que limitaban la producción triguera, por lo cual se inició una red de ensayos de fertilización y manejo del cultivo de trigo.
Sus prolongadas estadías en varias Estaciones Experimentales Agropecuarias del país (EEA) se extendieron durante varios años. Trabajó codo a codo con investigadores y genetistas nacionales tanto en EEA Marcos Juárez, EEA Paraná, EEA Bordenave, EEA Pergamino, y EEA Balcarce. Su labor impulsó el desarrollo de variedades de caña corta y fuerte resistencia a las enfermedades así como a su notable reacción a los fertilizantes nitrogenados. Esto se tradujo en el aumento de gran parte de la superficie triguera cultivada con semillas híbridas producto de tal concepción y a su recomendación de rotaciones del cultivo con maíz y soja, todo lo cual produjo la obtención de notables rendimientos nunca antes alcanzados.
El 9 de junio de 1971, la Academia Nacional de Agronomía y Veterinaria de Argentina lo nombró miembro honorario.

## Premio Nobel
En 1970 Borlaug recibió el Premio Nobel de la Paz. Colaboró en la creación del Centro Internacional de Mejoramiento de Maíz y Trigo (CIMMYT) y del Centro de Investigaciones Agrícolas del Noroeste, actualmente Centro de Investigación Regional del Noroeste (CIRNO) dependiente del Instituto Nacional de Investigaciones Forestales, Agrícola y Pecuarias (INIFAP), que a su vez depende de la Secretaría de Agricultura, Desarrollo Rural, Ganadería, Pesca y Alimentación (SAGARPA).

### Otros galardones
- Consultor Emérito del Instituto Nacional de Tecnología Agropecuaria, 1971. El INTA lo designa "Consultor Emérito", que constituye el más alto galardón que puede conferir la Institución con el propósito de hacer reconocimiento público de su consagración al mejoramiento de la agricultura y la comunidad rural en la Argentina; y asesoramiento que brinda a la institución. También se le otorga una medalla de oro conmemorativa. [18] [19]
- Doctor honoris causa de la Universidad Nacional Pedro Henríquez Ureña, 1983.

## Fallecimiento
Borlaug falleció a los 95, el 12 de septiembre de 2009, en su finca de Dallas, de un linfoma. Los hijos de Borlaug dijeron,

Quisiéramos se tomara a su vida como modelo de crear una diferencia en las vidas de otros y bregar realizando esfuerzos para dar fin a la miseria humana.

El primer ministro de India Manmohan Singh y la presidenta de la India Pratibha Patil rindieron tributo a Borlaug afirmando,

La vida y obra de Borlaug son testimoniales de las grandes contribuciones que un hombre alzando su intelecto, persistencia y visión científica pueden hacer por la paz y el progreso.

La Organización de Naciones Unidas para la Alimentación y la Agricultura (FAO) lo describen como

... un preeminente científico cuya obra rivaliza con otros grandes científicos del s. XX benefactores de la humanidad.

Kofi Annan, secretario general de Naciones Unidas dijo,

Así como celebramos su larga y remarcable vida del Dr. Borlaug, también brindamos por su productiva vida donde mejoró la situación alimenticia de muchos millones de personas pobres... nos seguiremos continuando inspirando en su devoción a los pobres, necesitados y vulnerables del mundo.

Josette Sheeran, directora del Programa Mundial de Alimentos (PAM) de las Naciones Unidas manifestó que:

Norman Borlaug es el hombre que salvó más vidas en la historia de la humanidad.

El miembro del Parlamento de Canadá Ted Menzies, en la Cámara de los Comunes de Canadá, dijo:

Esta semana el mundo pierde a un tremendo humanitario

## Libros y conferencias

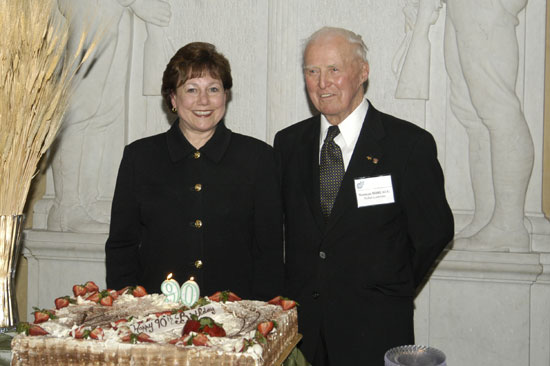
Borlaug con la secretaría de Agricultura del USDA Ann M. Veneman, con la torta de cumpleaños por su 90.º aniversario

Publicaciones en IDIA
Edición de IDIA en homenaje al premio Nobel de la Paz 1970 Dr. Borlaug en oportunidad de su reciente visita a Buenos Aires en 1971. En: IDIA, no. 289 (ene. 1972), p. 2-4
-Papadakis, Juan. Pensamiento vivo de un agrónomo Premio Nobel de la Paz : el doctor Norman E. Borlaug. En: IDIA, no. 289 (ene. 1972), p. 5-10
-Borlaug, Norman E. El Dr. Borlaug en Pergamino. En: IDIA, no. 289 (ene. 1972), p. 11-22
-Borlaug, Norman E. El Dr. Borlaug en Marcos Juárez. En: IDIA, no. 289 (ene. 1972), p. 23-34
-Borlaug, Norman E. El Dr. Borlaug habló en el CNIA, Castelar. En: IDIA, no. 289 (ene. 1972), p. 35-44
-Borlaug, Norman E. ; Gibler, John W. Progresos en investigaciones sobre trigo durante 1964. En: IDIA, no. 233-235 (mayo-jul. 1967), p. 195-217
-Borlaug, Norman E. ; McMahon, Mathew. El papel del sector agropecuario en la reactivación de la economía argentina. -- Buenos Aires : INTA, 1985. -- 19 p.
-Dr. Norman Borlaug : Nobel en Argentina. En: Campo y tecnología, no. 25 (mar.-abr., 1996), p. 19-20
-Borlaug, Norman E. Agricultura y población . -- [s.l.] : [s.n.], [1980?]. -- 53, [21] h.
-Borlaug, Norman E. El Dr. Borlaug en las Estaciones Experimentales del INTA. En: IDIA, no. 289 (ene. 1972), p. 45-49
-Borlaug, Norman E. Tecnología del trigo en la región semiárida. -- Bordenave : EEA Bordenave, 1971. -- 40 h. Conferencia dictada en la EEA Bordenave el 10 de diciembre de 1971. -- Mecanografiadoe
- The composite wheat variety. 1958. N.º 189 de Confidential monthly report, Rockefeller Foundation. Autor N.E. Borlaug. Editor Rockefeller Foundation, Office of Publications, 60 pp.
- El Dr. Borlaug en el INTA:  Conferencias y charlas brindadas con ocasion de su visita a distintas estaciones experimentales y al CNIA, en 1971. 1972 IDIA, 289, 11–49.
- El papel de la agricultura y la ganadería en el desarrollo de la economía interna y de exportación de la Argentina. 1973. Autor N.E. Borlaug; McMahon, M. Editor Buenos Aires  Instituto Nacional de Tecnología Agropecuaria, 78 pp.
- El papel del sector agropecuario en la reactivación de la economía argentina. 1985. Autor N.E. Borlaug. Editor Instituto Nacional de Tecnología Agropecuaria,  Buenos Aires
- Tecnología del trigo en la región semiárida.  1971 Autor Borlaug, Norman E. Bordenave: INTA Bordenave
- Borlaug, Norman E. ; Gibler, John W. Progresos en investigaciones sobre trigo durante 1964. En: IDIA, no. 233-235 (mayo-jul. 1967), p. 195-217.
- Wheat in the Third World. 1982. Autores: Haldore Hanson, Norman E. Borlaug, R. Glenn Anderson. Boulder, Colorado: Westview Press. ISBN 0-86531-357-1
- Land use, food, energy and recreation. 1983. Aspen Institute for Humanistic Studies. ISBN 0-940222-07-8
- Norman Borlaug oral history interviews. 1984. Autores N.E. Borlaug, Terry Anderson. 884 pp.
- Norman E. Borlaug: a bibliography of papers and publications. Autor N.E. Borlaug. Editor CIMMYT, 1988. 52 pp. ISBN 968-6127-27-5

- Feeding a human population that increasingly crowds a fragile planet. 1994. Ciudad de México. ISBN 968-6201-34-3

- Norman Borlaug on World Hunger. 1997. Editado por Anwar Dil. San Diego/Islamabad/Lahore: Bookservice International. 499 pages. ISBN 0-9640492-3-6
- "Ending World Hunger. The Promise of Biotechnology and the Threat of Antiscience Zealotry". 2000. Plant Physiology, octubre de 2000, Vol. 124, pp. 487–490. (duplicate)
- La revolución verde: paz y humanidad. N.º 5 de Ciencia-Tecnología e Historia: Serie 2002. Autor Norman E. Borlaug. Editor Universidad Autónoma Chapingo, PIHAAA-CIESTAAM, 2002. 59 pp.
- Feeding a World of 10 Billion People: The Tva/Ifdc Legacy. 2003. ISBN 0-88090-144-6
- Prospects for world agriculture in the twenty-first century. 2004. Norman E. Borlaug, Christopher R. Dowswell. Published in: Sustainable agriculture and the international rice-wheat system. ISBN 0-8247-5491-3
- Foreword to The Frankenfood Myth: How Protest and Politics Threaten the Biotech Revolution. 2004. Henry I. Miller, Gregory Conko. ISBN 0-275-97879-6
- Sixty-two years of fighting hunger: personal recollections. 2007. Euphytica 157: 287–297 ([26])
- Starved for Science: How Biotechnology Is Being Kept Out of Africa. Autores Robert L. Paarlberg, Norman (FRW) Borlaug, Jimmy Carter. Edición ilustrada, reimpresa de Harvard University Press, 235 pp. ISBN 0-674-03347-7 texto en línea

## Otras lecturas
- Bickel, Lennard (1974). Facing starvation; Norman Borlaug and the fight against hunger. Pleasantville, N.Y.: Reader's Digest Press; distributed by Dutton, New York. ISBN 0-88349-015-3.
- Hesser, Leon (2006). The Man Who Fed the World: Nobel Peace Prize Laureate Norman Borlaug and His Battle to End World Hunger. Durban House. ISBN 1930754906.
- Papadakis, J. (1972). Pensamiento vivo de un agrónomo Premio Nobel de la Paz : el doctor Norman E. Borlaug. IDIA, (289), 5–10.